# Kubus (Arie Jansma)
De Kubus is een artistiek kunstwerk in Amsterdam-Noord.
Van het werk is weinig bekend. Het is ontworpen (en wellicht ook gemaakt) door Arie Jansma. Het stamt uit 1975 en was bedoeld voor Shell. Jansma was echter hobbykunstenaar. Hij haalde zijn inkomsten uit het werk van zijn eigen De Vier NV; een bedrijf dat exposities inrichtte van/voor musea en tentoonstellingsruimten. In 1969 kreeg hij wel een eigen tentoonstelling in het Stedelijk Museum Amsterdam, maar de titel Dingen van Arie, verried dat dit geen gewone tentoonstelling was met kunstwerken. Jansma maakte tijdens zijn werk en vrije tijd allerlei wiskundige constructies.  Zo ook is daar de Kubus, alhoewel niet bekend is of dit daadwerkelijk de officiële titel is. Het geheel ziet eruit als een aantal kubussen die als een driedimensionale demontagepuzzel in en aan elkaar gemonteerd zijn. Vlakken op de kubus zijn opgevuld met vierkanten en cirkels; het gevaarte rust op een aantal ribben van die kubussen. Jansens hobby was het uitzoeken hoe verbindingen in een constructie werken. Vanwege de verhuizing van Shell vanaf Overhoeks werd het object een aantal keren verplaatst. In 2024 staat het bij de ingang van de Energy Transition Campus Amsterdam (ECTA) aan Grasweg 31. 

In 1969 was er op genoemde tentoonstelling een paneel te zien van 3.000 houten balkjes, die je met de hand (enigszins geforceerd) kon verschuiven. Het object was zo poëtisch dat Bert Schierbeek er een tekst aan waagde, beginnend met 
Maak je eigen hoek van in- en uitval.